# Toyota Origin
Toyota Origin – samochód osobowy klasy średniej produkowany pod japońską marka Toyota w latach 2000-2001. Pojazd trafił do sprzedaży w listopadzie 2000 roku, wtedy też Toyota wyprodukowała swój 100-milionowy samochód. Cena w momencie debiutu wynosiła 7 milionów jenów. Wyprodukowano około 1000 egzemplarzy.
Płyta podłogowa jak i większość elementów konstrukcyjnych pochodzi z modelu Progrès. Stylistyka nadwozia nawiązuje do pierwszej generacji Toyoty Crown z 1955 roku. Do napędu posłużył silnik DOHC R6 2JZ-GE 3.0 o mocy 215 KM (158 kW) przy 5800 obr./min.
Produkcją nadwozia zajmowała się firma Kanto Auto Works.

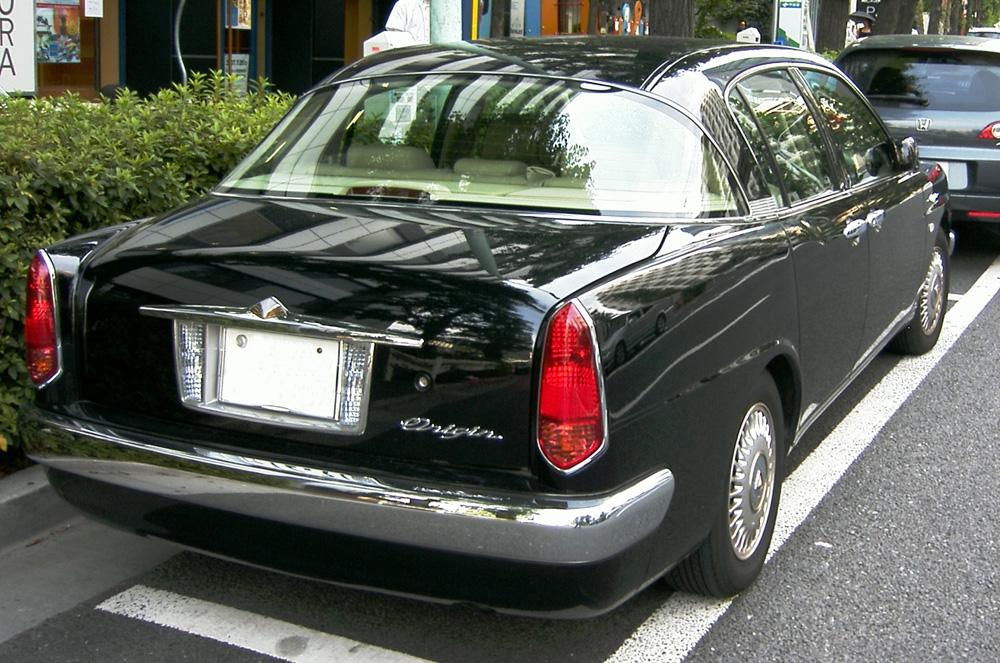
Tył nadwozia